# 오쿠하라 다카시
오쿠하라 다카시(일본어: 奥原 崇, 1972년 7월 31일 ~ )는 일본의 전 축구 선수이다.

## 구단 경력
과거 FC 도쿄에서 활동하였다.